# Kisaragi (película)
Kisaragi (キサラギ?) es una película japonesa del año 2007, dirigida por Yūichi Satō y protagonizada por Shun Oguri, Yūsuke Santamaria, Keisuke Koide y Muga Tsukaji. El guion de la película fue escrito por Ryota Kosawa, mientras que la producción corrió a cargo de la compañía Kisaragi Film Partners.

## Sinopsis
Un año después de la muerte de la idol japonesa Miki Kisaragi, cinco de sus fanes se reúnen. A medida que intercambien datos y confidencias descubrirán que el aparente suicidio de Kisaragi no fue tal.

## Premios
En la 50 edición de los premios cinematográficos japoneses Blue Ribbon, Kisaragi ganó en la categoría de mejor película.